# Campeonato Mundial de Esgrima de 2011
O Campeonato Mundial de Esgrima de 2011 foi a 73ª edição do torneio organizado pela Federação Internacional de Esgrima (FIE). O evento ocorreu na comuna italiana de Catânia, na Sicília, entre os dias 8 e 16 de outubro, e a Itália, país-sede, liderou o quadro de medalhas.

## Calendário
A edição de 2011 do Campeonato Mundial de Esgrima teve início em 8 de outubro, com a cerimônia de abertura. Os dois dias seguintes foram dedicados às rodadas de qualificação, enquanto as finais dos torneios individuais começaram em 11 de outubro e terminaram no dia 13. Por sua vez, os torneios por equipes foram disputados entre os dias 14 e 16 de outubro, data em que também ocorreu a cerimônia de encerramento do campeonato.
| Outubro             | Outubro             | 8 | 9                         | 10                        | 11                 | 12                 | 13                 | 14                 | 15                 | 16                 | Total |
| ------------------- | ------------------- | - | ------------------------- | ------------------------- | ------------------ | ------------------ | ------------------ | ------------------ | ------------------ | ------------------ | ----- |
| Cerimônia           | Cerimônia           | ● | —                         | —                         | —                  | —                  | —                  | —                  | —                  | ●                  |       |
| Florete individual  | Florete individual  | — | Qualificação do feminino  | Qualificação do masculino | Final do feminino  | —                  | Final do masculino | —                  | —                  | —                  | 2     |
| Florete por equipes | Florete por equipes | — | —                         | —                         | —                  | —                  | —                  | Final do feminino  | —                  | Final do masculino | 2     |
| Sabre individual    | Sabre individual    | — | Qualificação do masculino | Qualificação do feminino  | Final do masculino | Final do feminino  | —                  | —                  | —                  | —                  | 2     |
| Sabre por equipes   | Sabre por equipes   | — | —                         | —                         | —                  | —                  | —                  | Final do masculino | Final do feminino  | —                  | 2     |
| Espada individual   | Espada individual   | — | Qualificação do masculino | Qualificação do feminino  | —                  | Final do masculino | Final do feminino  | —                  | —                  | —                  | 2     |
| Espada por equipes  | Espada por equipes  | — | —                         | —                         | —                  | —                  | —                  | —                  | Final do masculino | Final do feminino  | 2     |
| Total               | Total               |   |                           |                           | 2                  | 2                  | 2                  | 2                  | 2                  | 2                  | 12    |

## Medalhistas

### Individuais
Entre os dias 11 e 13, foram decididos os seis torneios individuais. No primeiro dia, o italiano Aldo Montano venceu o alemão Nicolas Limbach na final do torneio de sabre masculino, enquanto o sul-coreano Gu Bon-gil e o também italiano Luigi Tarantino conquistaram as medalhas de bronze. No torneio de florete feminino, Valentina Vezzali derrotou a compatriota Elisa Di Francisca na final. O pódio foi completado pela americana Lee Kiefer e pela sul-coreana Nam Hyun-hee. No segundo dia, os títulos foram conquistados por Paolo Pizzo, no torneio de espada masculino, e por Sofia Velikaia, no torneio de sabre feminino. Os medalhistas de prata foram o neerlandês Bas Verwijlen e a americana Mariel Zagunis. As medalhas de bronze foram para o sul-coreano Park Kyoung-doo e o suíço Fabian Kauter, bem como para a russa Iulia Gavrilova e a ucraniana Olha Kharlan. No último dia, as duas decisões foram disputadas entre esgrimistas do mesmo país. O italiano Andrea Cassarà derrotou o compatriota Valerio Aspromonte no florete masculino, enquanto a chinesa Li Na conquistou o ouro ao vencer Sun Yujie na espada feminino. Os pódios desses dois torneios foram completados por Giorgio Avola e Victor Sintès no florete masculino, e por Ana Maria Brânză e Anca Măroiu na espada feminino.

### Por equipes
Com a conclusão dos eventos individuais, foram realizados os torneios por equipes. No dia 14 de outubro, a equipe russa, composta por Aida Shanaeva, Evgenia Lamonova, Inna Deriglazova e Larisa Korobeinikova, venceu o torneio de florete feminino ao derrotar a equipe italiana formada por Arianna Errigo, Elisa Di Francisca, Ilaria Salvatori e Valentina Vezzali por 45 a 44. A medalha de bronze foi conquistada pelas sul-coreanas Jeon Hee-sook, Jung Gil-ok, Lee Hye-sun e Nam Hyun-hee. No torneio de sabre masculino, a equipe russa, composta por Aleksei Iakimenko, Nikolai Kovalev, Pavel Bykov e Veniamin Reshetnikov, também saiu vencedora. O pódio foi completado pela equipe bielorrussa formada por Aliaksandr Buikevich, Aliaksei Likhacheuski, Dmitri Lapkes e Valery Pryiemka, e pelos italianos Aldo Montano, Diego Occhiuzzi, Gianpiero Pastore e Luigi Tarantino.
No dia seguinte, as russas Dina Galiakbarova, Ekaterina Deiatchenko, Sofia Velikaia e Iulia Gavrilova derrotaram as ucranianas Halyna Pundyk, Olena Khomrova, Olha Kharlan e Olha Zhovnir por 45 a 43 e conquistaram o ouro no sabre feminino. As norte-americanas Dagmara Wozniak, Daria Schneider, Ibtihaj Muhammad e Mariel Zagunis ficaram com a medalha de bronze. No torneio de espada masculino, os vencedores foram os franceses Gauthier Grumier, Jean-Michel Lucenay, Ronan Gustin e Yannick Borel. A segunda posição ficou com os húngaros Gábor Boczkó, Géza Imre, Péter Somfai e Péter Szényi, enquanto os suíços Benjamin Steffen, Fabian Kauter, Florian Staub e Max Heinzer conquistaram o terceiro lugar.
Os dois últimos torneios, espada feminina e florete masculino, foram realizados em 16 de outubro. No torneio de espada feminina, o pódio foi dominado pela equipe romena, composta por Ana Maria Brânză, Anca Măroiu, Loredana Dinu e Simona Alexandru, que venceu a equipe chinesa formada por Li Na, Luo Xiaojuan, Sun Yujie e Xu Anqi. A medalha de bronze foi conquistada pelas italianas Bianca Del Carretto, Mara Navarria, Nathalie Moellhausen e Rossella Fiamingo. Por fim, no torneio de florete masculino, os campeões foram os chineses Ma Jianfei, Lei Sheng, Zhang Liangliang e Zhu Jun, que venceram os franceses Brice Guyart, Erwann Le Péchoux, Marcel Marcilloux e Victor Sintès por 45 a 44. O terceiro lugar foi conquistado pela equipe alemã, composta por Andre Wessels, Benjamin Kleibrink, Peter Joppich e Sebastian Bachmann.

## Quadro de medalhas
| Ordem | País           | Medalha de ouro | Medalha de prata | Medalha de bronze | Total |
| ----- | -------------- | --------------- | ---------------- | ----------------- | ----- |
| 1.ª   | Itália         | 4               | 3                | 4                 | 11    |
| 2.ª   | Rússia         | 4               | 0                | 1                 | 5     |
| 3.ª   | China          | 2               | 2                | 0                 | 4     |
| 4.ª   | França         | 1               | 1                | 1                 | 3     |
| 5.ª   | Roménia        | 1               | 0                | 2                 | 3     |
| 6.ª   | Estados Unidos | 0               | 1                | 2                 | 3     |
| 7.ª   | Alemanha       | 0               | 1                | 1                 | 2     |
| 7.ª   | Ucrânia        | 0               | 1                | 1                 | 2     |
| 9.ª   | Bielorrússia   | 0               | 1                | 0                 | 1     |
| 9.ª   | Hungria        | 0               | 1                | 0                 | 1     |
| 9.ª   | Países Baixos  | 0               | 1                | 0                 | 1     |
| 12.ª  | Coreia do Sul  | 0               | 0                | 4                 | 4     |
| 13.ª  | Suíça          | 0               | 0                | 2                 | 2     |
| Total | Total          | 12              | 12               | 18                | 42    |